# Onderwijs in Suriname
Het onderwijs in Suriname was aanvankelijk opgezet naar analogie van het Nederlandse onderwijssysteem en vervulde dan ook een belangrijke rol in de 'vernederlandsing' van de samenleving. Eerst tegen het einde van de 20e eeuw werd er werk gemaakt om het onderwijs in te richten naar de noden van het Surinaamse volk. Naar structuur is het onderwijssysteem nu een mengvorm van schooltypen die in Nederland bekend waren voor, tijdens en na de Mammoetwet. Het proces van surinamisering (van met name onderwijsmethoden) is echter nog in volle gang.

## Geschiedenis

### 17e en 18e eeuw
In de kolonie Suriname bestonden tot 1760 alleen scholen voor de blanke jeugd: De Nederduitse en de Franse School. In 1760, zo'n 100 jaar vóór de afschaffing van de slavernij (1863), werd de eerste school geopend voor de vrije mulatten en zwarten. Dit was al een heel grote stap tijdens de periode van de slavernij. Maar er was nog wel een strikte scheiding tussen scholen voor blanken en voor kleurlingen.
Onderwijzers konden eerst niet goed rondkomen van wat zij ermee verdienden, daarom vervulden ze vaak nevenfuncties: chirurg, schoenmaker, schilder. Veel onbekwame personen kregen toch toestemming om scholen te openen. In de vroegste periode bestonden er noch in Nederland noch in Suriname officiële opleidingen tot onderwijzer. Doordat de Republiek geen eenheidsstaat was, golden voor het onderwijs gewestelijke regelingen. Er werd veel geregeld en bepaald vanuit de kerk. Maar zowel het onderwijs in Nederland als in de kolonie was slecht te noemen. Het onderwijs werd aan het einde van de 18e eeuw in het algemeen nog niet als noodzaak gezien voor welvaart en welzijn. Veel kinderen gingen niet naar school. De opvoeding van de kinderen op school had in de 17e en 18e eeuw een godsdienstig doel en het onderwijs was vooral godsdienstonderwijs.
Er moest schoolgeld betaald worden in Nederland, dus ook in Suriname toen de koloniale overheid zelf toezicht begon te houden op het onderwijs.
In 1827 werd de Maatschappij van Weldadigheid opgericht door de kleurlingen Copijn en Vlier. De Maatschappij was zeer begaan met de slechte sociaal-economische situatie in de laagste klassen van Suriname. De stichting ondersteunde de kinderen die behoeftig waren en zorgden ervoor dat kinderen van klein vermogende gezinnen toch onderwijs konden genieten. Ook nadat deze kinderen de school verlieten, zorgde de Surinaamsche Maatschappij van Weldadigheid ervoor dat zij een ambacht of een ander beroep leerden. Deze maatschappij bekostigden dit onderwijs. Het leerlingenaantal nam steeds meer toe.
Vermogende ouders zonden al in de 18e eeuw hun kinderen naar Nederland en dat zou altijd zo blijven.

### 19e eeuw
Johannes Vrolijk was de eerste kleurling-onderwijzer. Bij terugkomst van studeren in Nederland, opende hij zijn eigen school en deze school zorgde voor verandering en verbetering van het onderwijs aan het begin van de 19e eeuw in Suriname.
Wetten in 1817 en 1834 hebben gezorgd voor een grote verbetering van het onderwijs in Suriname.
In 1834 werd er een duidelijk reglement opgesteld waaraan het Surinaamse onderwijs moest voldoen, waar onderwijzers aan moesten voldoen, hoe er toezicht werd gehouden, hoe examens moesten worden afgelegd en dergelijke. Er kwam ook een rangenstelsel voor docenten. Op één school moest ten minste één leerkracht of ondermeester in het bezit zijn van de laagste rang (de 4e rang). Het rangenstelsel kende vier graden:
1. 1e rang: vereiste al het hieronder genoemde en een grondige ervaring in vakken zoals: Aardrijkskunde en Geschiedenis.
2. 2e rang: vereiste kennis van zowel het gewone als het kunstmatig lezen, schrijven, rekenkunde, de belangrijkste regels van de Nederlandse taal, begrip van geschiedenis en aardrijkskunde en het geoefend bezitten in het geven van oordeelkundig Onderwijs.
3. 3e rang: vereiste kennis van lezen, schrijven, rekenkunde en de beginselen van de Nederlandse taal.
4. 4e rang: leerkrachten die in het lezen, schrijven en de beginselen der rekenkunst tamelijk bedreven zijn.

Zelfs nu  wordt er nog wel in rangen gesproken. Wie een kweekschooldiploma behaalt wordt vaak nog 3e ranger genoemd.
Onderwijs was echter niet verplicht en veel mensen beseften daarom niet het belang van onderwijs. Scholen werden slecht bezocht door kinderen, het merendeel van de leerlingen behoorde tot de blanke jeugd. De meeste scholen waren particuliere instellingen. Het onderwijs stond er op een laag peil (wat in Nederland overigens niet anders was). Onderwijs en godsdienst gingen in Suriname veel hand in hand. Het was gedurende de koloniale tijd en daarna wel slecht gesteld met het aanbod van leermiddelen.
Voor het onderwijs voor de slaven is de stichting Maatschappij tot bevordering van het Godsdienstig Onderwijs onder de slaven en kleurlingen in de Kolonie Suriname (1828) heel belangrijk geweest.
Na de afschaffing van de slavernij (1863) werd het verschaffen van onderwijs een object van staatszorg. In 1876 werd de leerplichtwet in Suriname ingesteld, 24 jaar voordat de leerplichtwet in  Nederland er kwam. Vanaf het begin van de kolonisatie tot de onafhankelijkheid in 1975 en ook daarna nog, heeft Nederland model gestaan voor de inrichting van het onderwijs. Vanaf 1878 werd er ook in Hindoestaanse talen onderwijs gegeven.
In 1887 werd de eerste school voor uitgebreid lager onderwijs (ULO) opgericht.

### 20e eeuw
Tussen 1917-1939 was de sociaal-economische situatie van Suriname zeer slecht. De koloniale overheid bleef zoeken naar mogelijkheden om de kosten voor het onderwijs te drukken. Het algemene niveau van het onderwijs in de periode 1917-1939 was als gevolg van allerlei maatregelen door de overheid van laag niveau.
In 1929 kwam er gelijkstelling van het openbaar en het bijzonder onderwijs. Schooltijden en dergelijke werden gelijk. (Deze gelijkstelling gebeurde 9 jaar eerder in Nederland). Het betaalde onderwijs was wel van goed niveau.
In de periode 1948-1975 ging het wat beter met het onderwijs in Suriname. Men werd zich meer bewust van het nut van het onderwijs. De eerste kweekschool van Suriname werd in 1949 opgericht. In 1950 volgde de oprichting van de Algemene Middelbare School, waarmee ook werd voorzien in de behoefte aan onderwijs na het MULO-niveau. De verantwoordelijk minister was Lou Lichtveld, de schrijver Albert Helman.
Na de oorlog kende het onderwijs een enorme groei, naar zowel het aantal leerlingen als het aantal scholen en opleidingen. In 1960 werd de onderwijswet van 1870 bijgesteld. Ook Hindoe en moslimgemeenten begonnen in deze periode scholen te openen.
Na de Tweede Wereldoorlog kende Suriname twee Chinese scholen in Paramaribo voor facultatief onderwijs in het Chinees: de Fa Tjauw Chinese school en de Chung Fa Chinese school. In 1973 richtte de Vereniging Kong Ngie Tong Sang op het kruispunt van de Dr. Sophie Redmondstraat en de Johan Adolf Pengelstraat (vroeger: Wanicastraat) een nieuwe Chinese school op.
Het huidige onderwijs is gratis en verplicht voor kinderen tussen de 6 en 12 jaar. Sinds 1967 heeft Suriname een Universiteit: de Anton de Kom Universiteit.

## Onderwijssysteem

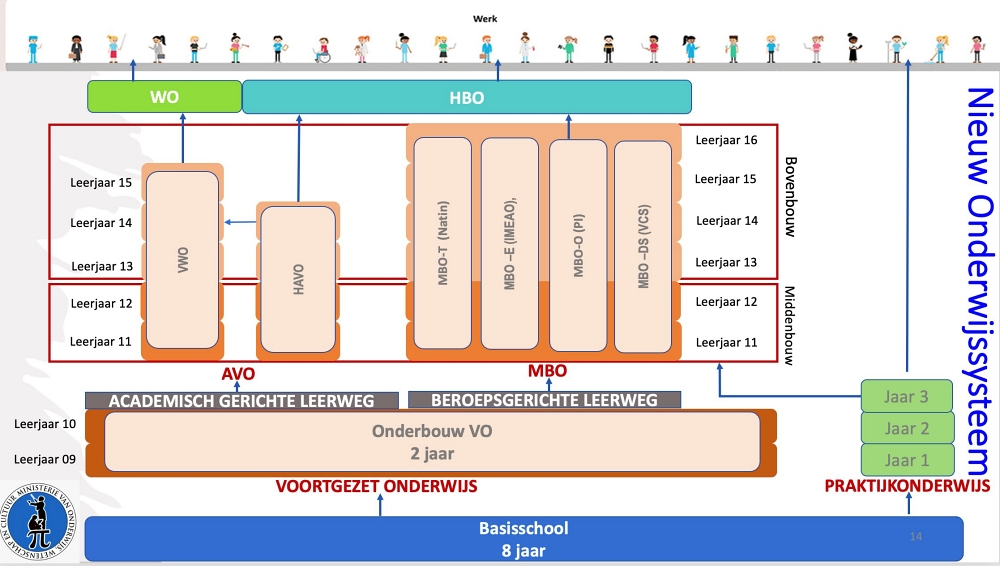
Schema van het onderwijssysteem in Suriname

### Basisschool
Sinds 2021 spreekt men van de basisschool in Suriname en niet langer van de lagere school. Deze vorm van onderwijs bestaat uit acht leerjaren. Leerjaar 1 en leerjaar 2 is wat men voorheen kende als het kleuteronderwijs in Suriname. Leerjaar 3 tot en met leerjaar 8 is wat men kent als het GLO (Gewoon Lager Onderwijs) in Suriname. 
Ruim 80% procent van alle kinderen bezoekt de basisschool, maar het aantal drop-outs was tot aan 2020 hoog. De meeste leerkrachten in het kustgebied, waar de meerderheid van de Surinamers wonen, zijn bevoegd. In het binnenland is er vaak een groot tekort aan bevoegde leerkrachten. Enkele van de basisscholen wordt beheerd door religieuze organisaties. Deze organisaties krijgen subsidies van de overheid.  Van alle basisscholen is 51% openbaar, 48% religieus en 1% is particulier. De scholen beginnen om 08.00 en sluiten om 12.30/13.00 uur.
Aan de grens met Frans-Guyana is basisonderwijs vaak slecht of in zijn geheel niet beschikbaar. Hierdoor steken dagelijks honderden kinderen de Marowijnerivier over. In 2024 werd berekend dat het gaat mom 545 leerlingen per dag. Frankrijk heeft toen aangegeven hiermee te willen stoppen, omdat de overtocht gevaren met zich meebrengt.

### Het voortgezet onderwijs
Sinds 2021 kent men het voortgezet onderwijs in Suriname. Deze bestaat uit een onderbouw, middenbouw en bovenbouw. Een andere naam voor het voortgezet onderwijs is de middelbare school. 

#### Onderbouw voortgezet onderwijs
De onderbouw van het voortgezet onderwijs (vo) is een studie van twee jaar; ook wel leerjaar 9 en leerjaar 10 genoemd. Voorheen was dit de eerste en tweede klas van het Mulo en lbo. Het curriculum bestaat uit algemeen vormende vakken en beroepenoriëntatie.  
Het Eenvoudig Technisch Onderwijs (ETO) wordt nu gewoon het praktijkonderwijs genoemd. 
In leerjaar 10 van de onderbouw van het vo wordt er een examen afgenomen.

#### Midden- en bovenbouw voortgezet onderwijs
De middenbouw van het vo bestaat uit leerjaar 11 en 12. Hier kan men kiezen om de academische richting op te gaan (vwo en havo) of de beroepsgerichte kant (mbo). 
De academische en beroepsgerichte opleidingen van de midden- en bovenbouw van het voortgezet onderwijs bestaat uit:
De academische opleidingen:
- Het vwo: voorbereidend wetenschappelijk onderwijs. Het bereidt de leerlingen voor op toelating tot het wetenschappelijk onderwijs. Dit kent 5 leerjaren: leerjaar 11, 12, 13, 14 en 15.
- Het havo: het hoger algemeen vormend onderwijs. Het bereidt de leerlingen voor op het hoger beroepsonderwijs. Vanuit het havo kan men ook naar het vwo in leerjaar 14. Dit kent 4 leerjaren: leerjaar 11, 12, 13 en 14.

De Beroepsgerichte opleidingen bestaan uit zes leerjaren nl. leerjaar 11, 12, 13, 14, 15, 16. Onder de beroepsgerichte opleidingen vallen:
- mbo-T: Het Natuurtechnisch Instituut (Natin-MBO)
- mbo-E: Het Instituut voor Middelbaar Economisch en Administratief Onderwijs (IMEAO)
- mbo-O: De pedagogische opleidingen
- mbo-DS: Vocational College Suriname (VCS) en de Kunstacademie

### Hoger onderwijs

#### Hoger beroepsonderwijs
Met een mbo-, havo- of vwo-diploma kan men worden toegelaten op het hbo. 

#### Wetenschappelijk onderwijs
Met een vwo-diploma of een hbo-propedeuse kan men worden toegelaten op het wetenschappelijk onderwijs. Met een MBO diploma kan men ook worden toegelaten tot de universiteit, echter zal men een schakeljaar moeten doen.
Zie Anton de Kom Universiteit van Suriname.

### Trainingsinstituten
Suriname kent een aantal trainingsinstituten met onder meer praktische trainingen en trainingen voor startende en micro-ondernemers, zoals de Stichting Productieve Werkeenheden en IntEnt Suriname. Andere instellingen die zich op deelnemers uit de werkende klasse richten, zijn onder meer het Scholingsinstituut voor de Vakbeweging in Suriname, de Surinaamse Scheepvaartschool, de Business School Paramaribo, de IBW Hogeschool en de politieopleiding in het Politierecreatieoord Kraka.

## Schooluniform

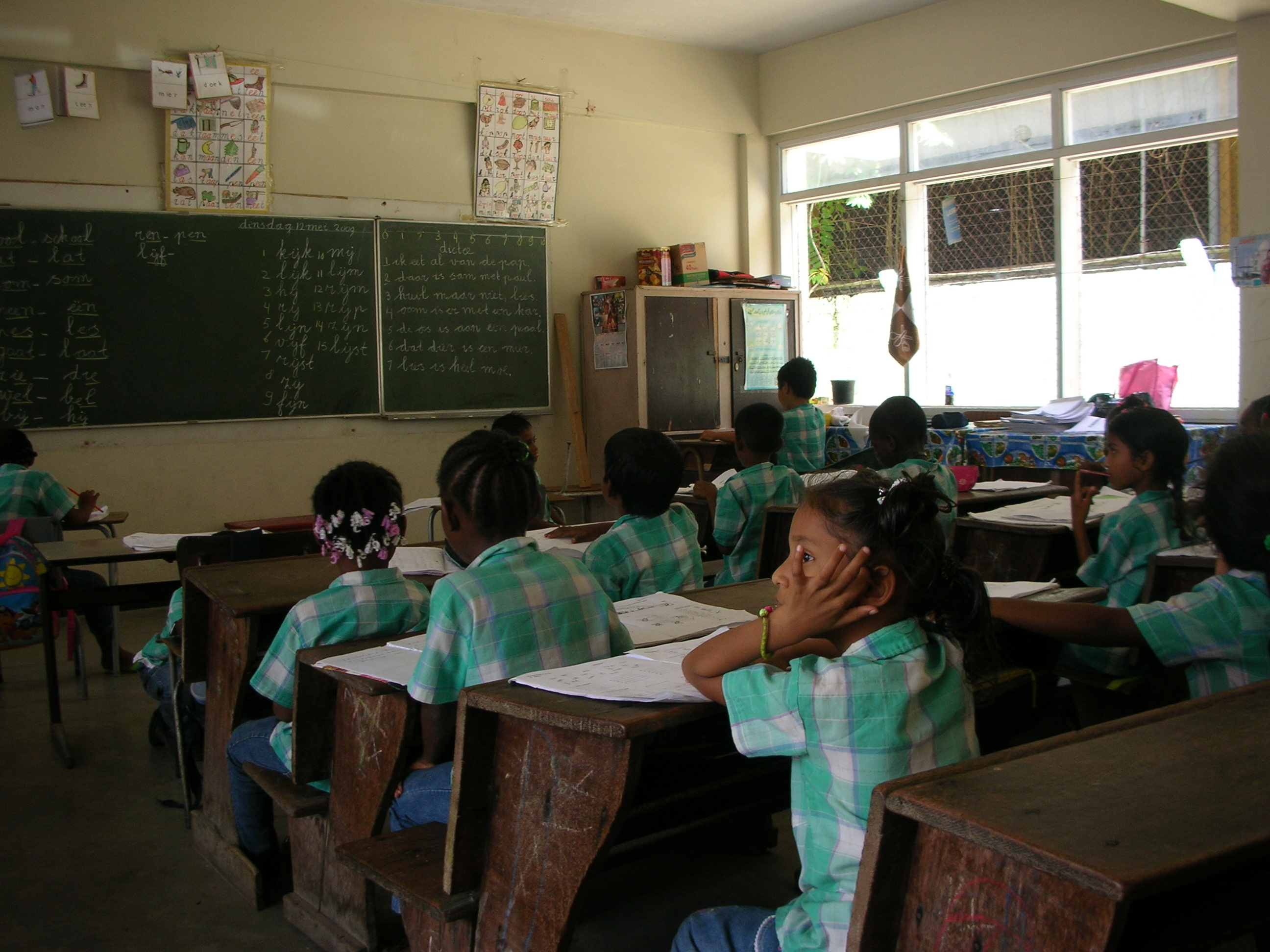
Schooluniform op de lagere school

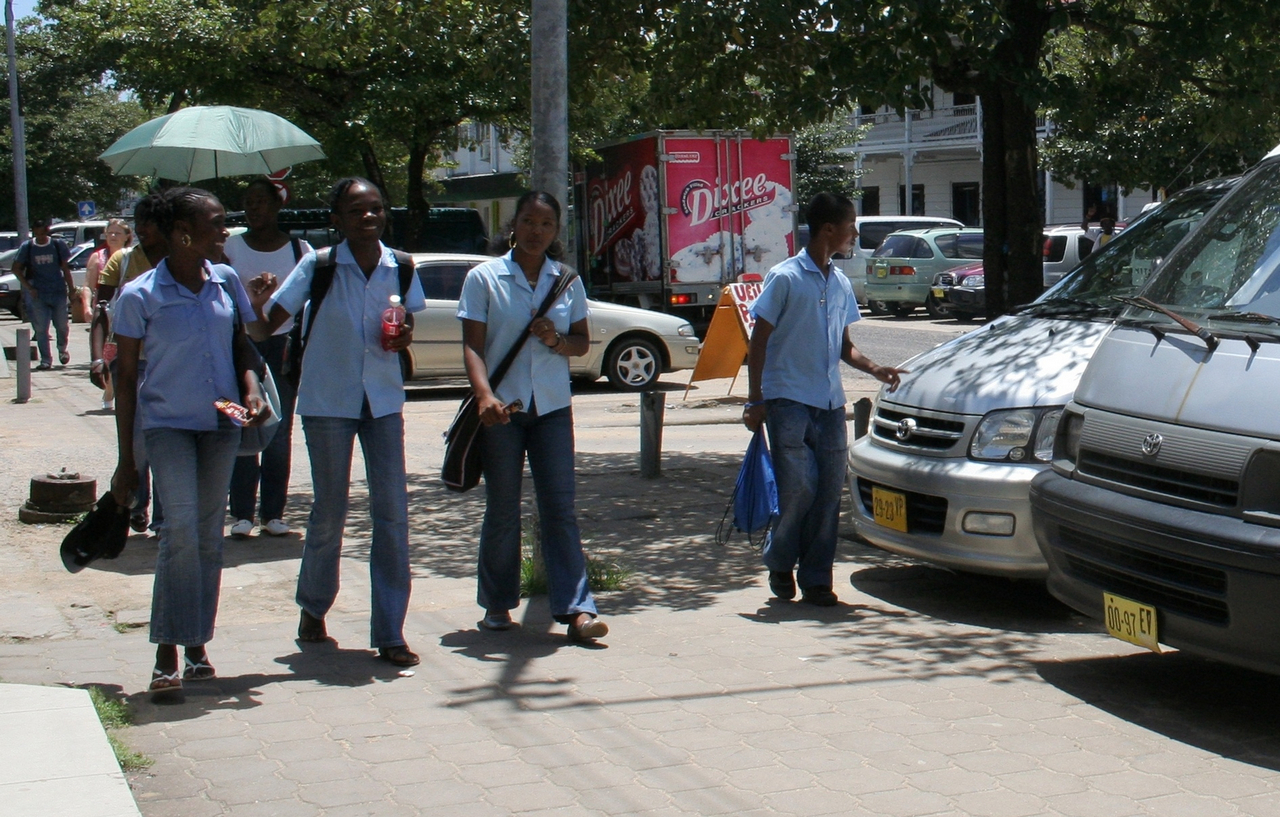
Schooluniform in het voortgezet onderwijs

Alle kinderen in Suriname tot en met de bovenbouw van het voortgezet onderwijs dragen een schooluniform. De snit en de kleuren zijn verschillend per school. Het dragen van deze schoolkleding is verplicht, hierdoor is er minder onderscheid tussen de herkomst van de kinderen. Sommige particuliere scholen hebben ervoor gekozen de leerlingen geen schooluniform te laten dragen.
Het Dagblad Suriname deed in 2020 navraag via zijn lezers op Facebook over de toekomst van het schooluniform in het land. De algemene tendens was dat burgers het schooluniform willen behouden omdat het discriminatie en ongelijkheid tussen rijk en arm zou verminderen.

## Het Ministerie van Onderwijs en Volksontwikkeling
Het Ministerie van Onderwijs, Wetenschap en Cultuur (MinOWC) coördineert het huidig onderwijssysteem van Suriname. Dit ministerie is ook de grootste financier van onderwijsdiensten. Sinds mei 2010 bestaat het MinOWC uit twee directoraten:
- Het directoraat Onderwijs
- Het directoraat Cultuur

Beide directoraten hebben een eigen directeur die verantwoordelijk is voor het dagelijks bestuur en die rechtstreeks verantwoording aflegt aan de minister. Ook zijn deze directoraten weer onderverdeeld in hoofdafdelingen die weer worden geleid door een onderdirecteur. Deze afdelingen fungeren als ondersteunend of dienstverlenend.

##### Zeven hoofdafdelingen
1. De hoofdafdeling Onderwijs, die verantwoordelijk is voor de implementatie en inspectie van onderwijs in het algemeen.
2. De hoofdafdeling Administratieve Diensten, die onder andere verantwoordelijk is voor het personeel en de financiële zaken.
3. De hoofdafdeling Ontwikkelingsdienst, die  onder andere verantwoordelijk is voor onderwijsvernieuwingen.
4. De hoofdafdeling Technische Diensten, die onder andere verantwoordelijk is voor de technische ondersteuning bij de implementatie van onderwijsactiviteiten.
5. De hoofdafdeling Leermiddelen, Productie en Distributie.
6. De hoofdafdeling Beroepsgericht Onderwijs.
7. De hoofdafdeling Educatieve  Studentenopvangcentra.

##### Verantwoordelijkheden van het directoraat Onderwijs
- Alle zaken die betrekking hebben op onderwijs en opleiding
- Het toezicht op speciaal onderwijs
- Wetenschap en technologie
- Het bevorderen van alfabetisme
- Bibliotheken
- Studiefaciliteiten